# フサフジウツギ

フサフジウツギ（房藤空木、学名: Buddleja davidii）はゴマノハグサ科フジウツギ属の落葉小低木。中国西部原産で、日本では帰化植物ともいわれている。別名で、チチブフジウツギ、ニシキフジウツギともよばれる。園芸名ブドレヤ、ブッドレアの名で栽培もされる。英名は Butterfly Bush（バタフライブッシュ）で、甘く香る花穂にチョウが集まる様子に由来する。中国名は大葉醉魚草。

## 分布
中国大陸中南部の四川省とその周辺を中心に野生し、日本をはじめ世界の温帯各地で観賞用に栽培される。日本では、野生化したものが秩父、六甲山、岡山県などに見られる。

## 特徴
落葉性の小低木で、高さは1 - 4メートル (m) になり、茎は基部から枝が多く出る。小枝の断面はほぼ円形で、極低い稜がある。葉は短い柄がついて対生し、長さ7 - 20センチメートル (cm) 、幅1 - 6 cmの長楕円形で、縁には多数の低い鋸歯がある。葉の上面には光沢がなく、葉脈は細部まで凹みがあり、下面は毛を密生して白色に見える。
花期は夏から秋（7 - 10月）。茎の先につく花序は長さ7 - 25 cmで、先がやや傾く。花色は藤色（淡紫色）を基本に、園芸品種では白色・紅色・濃紫色・ピンク色などさまざまで、芳香がある。花冠は長さ約1 cmの筒形で湾曲せず、先が4裂し、花筒の中央部よりやや上に雄蕊が4個がつき、子房上位で2室あり、花柱は短い。萼は4裂する。

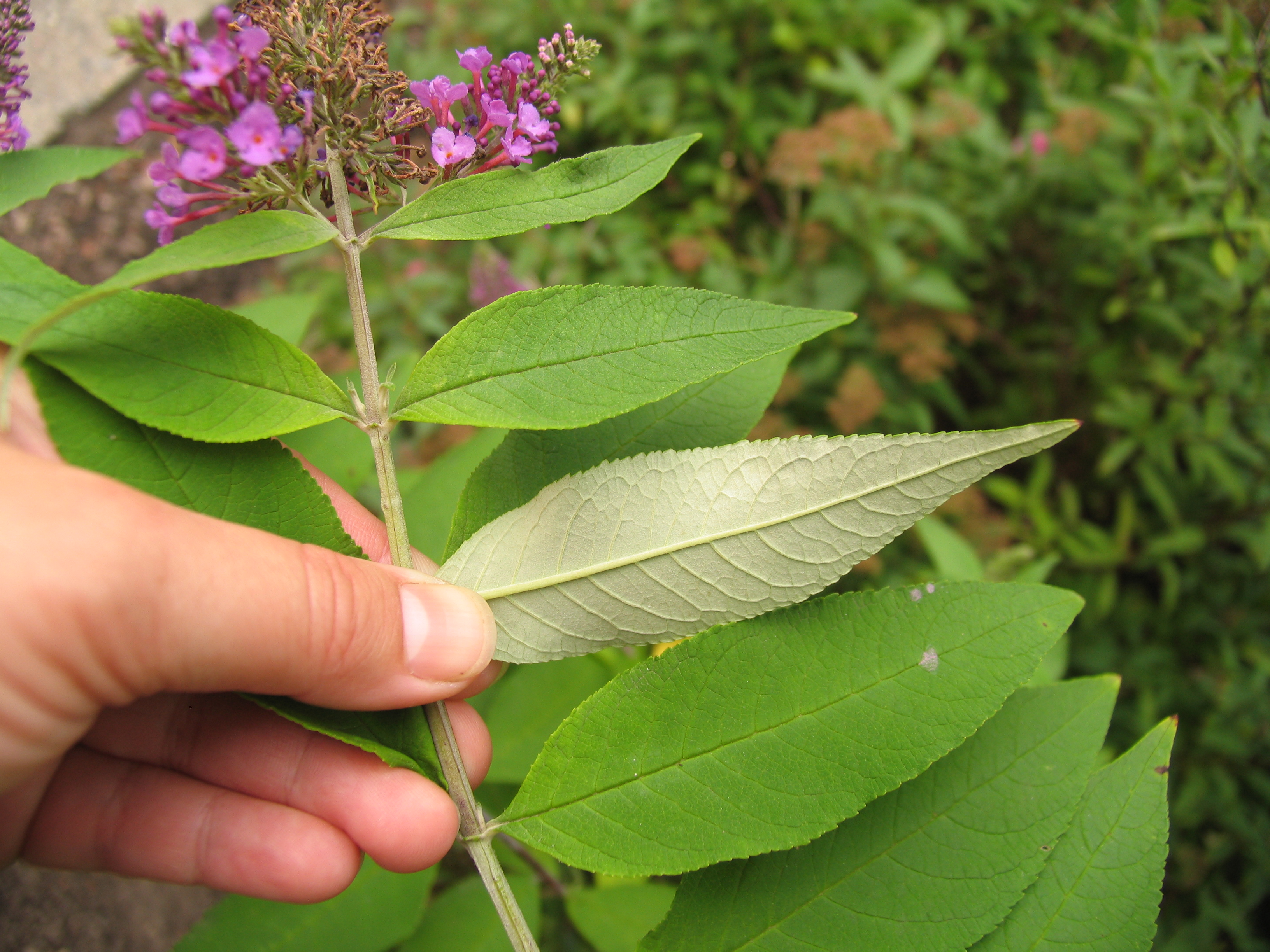
葉は対生、裏側は白っぽい
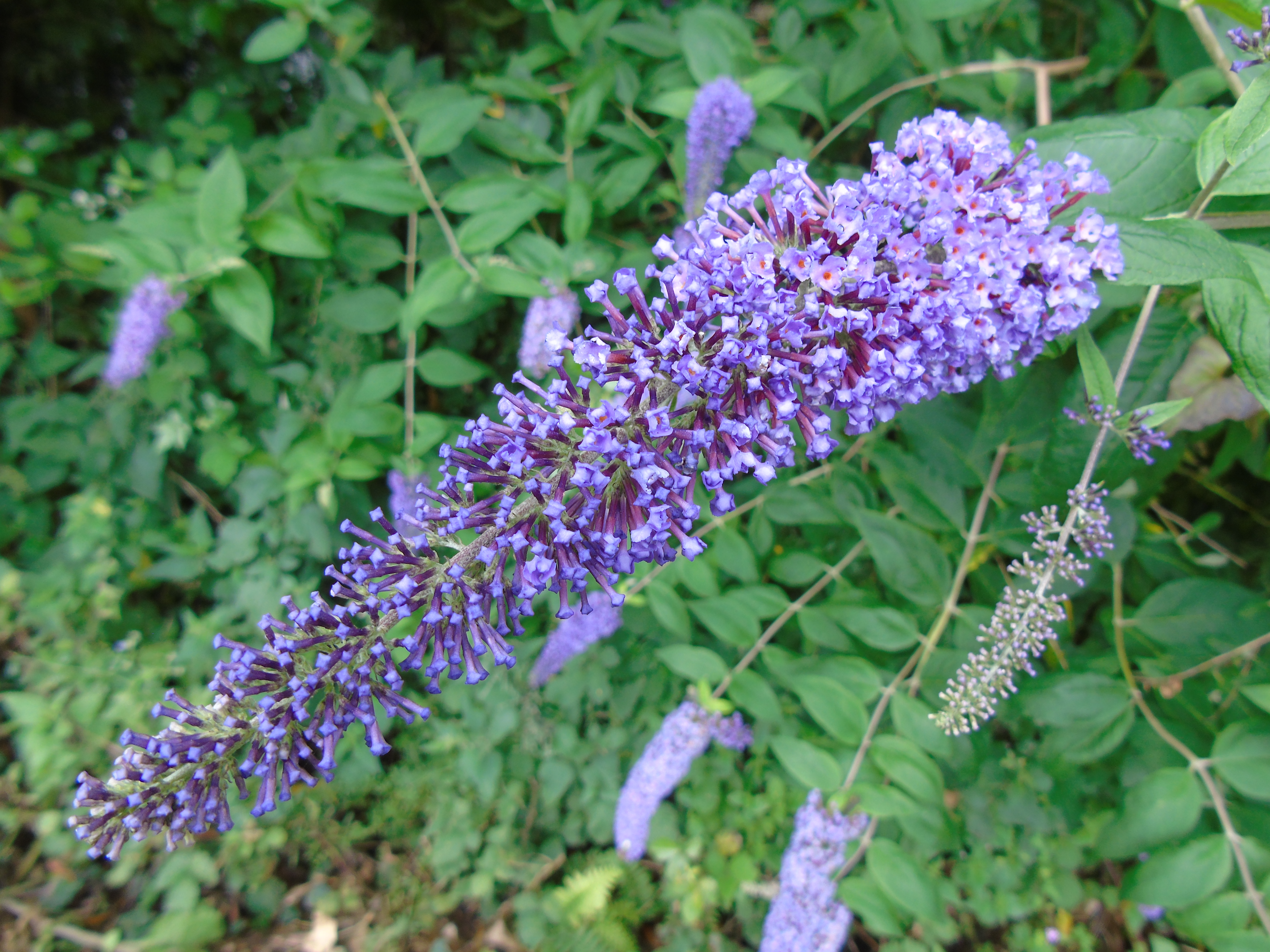
花序
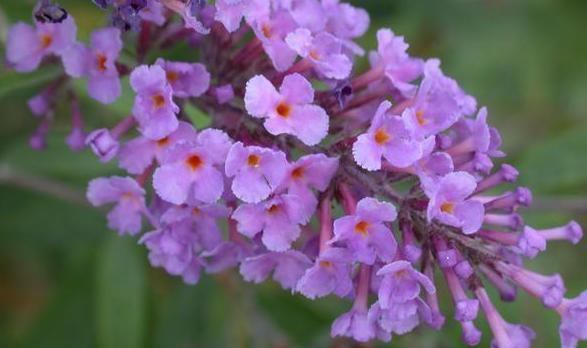
花
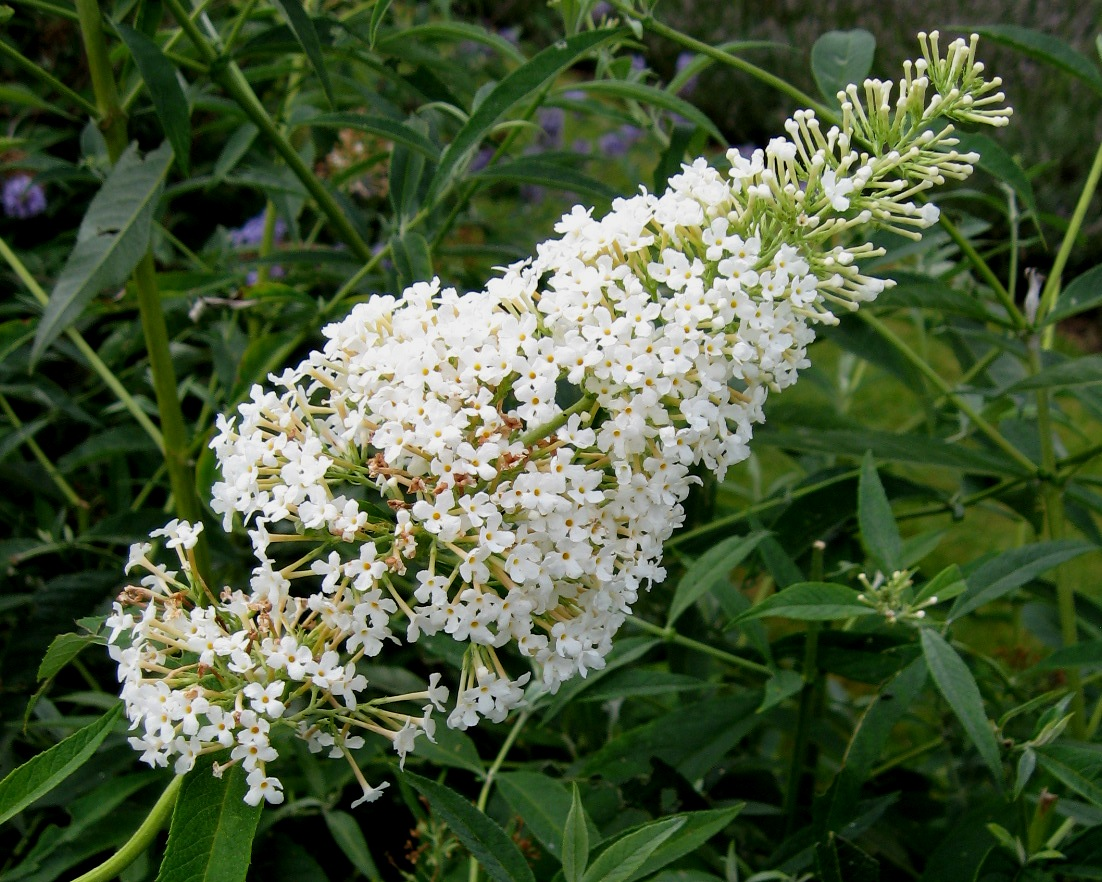
白花の品種

近縁種のフジウツギ（Buddleja japonica）は、小枝にはっきりした4陵があって切り口が四角形になる。また、葉は一般的に大小不揃いの波状鋸歯がつき、下面は白くならない。ウラジロフジウツギ（Buddleja curviflora  f. venenifera）は葉の下面が白く、枝の円い点は同じ特徴であるが、葉にはほとんど鋸歯がなく、花冠は弓状に湾曲している。

## 栽培
開花期間が長く、園芸分野で庭木や花木として利用される。ブッドレアとよばれる園芸品は多数の品種が知られ、さまざまな花色があるほか、葉に斑が入るものや小型のものもある。耐寒性や耐暑性にも強く、水はけがよく日当たりのよい場所であれば旺盛に生育するため、あまり手間もかからず栽培難度は容易なほうである。園芸では、樹形が乱れないように初春のうちに伸びた枝を剪定して切り戻しておき、その後に伸びてきた新枝の花芽を咲かせるように管理する。挿し木で増やすことができ、初夏に新枝を挿して秋に鉢上げし、翌年の早春に定植する。根は粗くて細根が少ないため、株の移植には向かない。
病気にかかることもほとんどないが、風通しが悪いとアブラムシがつくときがある。また、晩春から夏にかけてカミキリムシの幼虫が発生して、幹に穴を空けて侵入することがある。
主な栽培品種としては、‘ハーレクイン’、‘ホワイト・クラウド’、‘アドニス・ブルー’、‘ブルー・チップ’、‘ロイヤルレッド’ などがある。